# Kapelle Maria am Wege (Dresden)

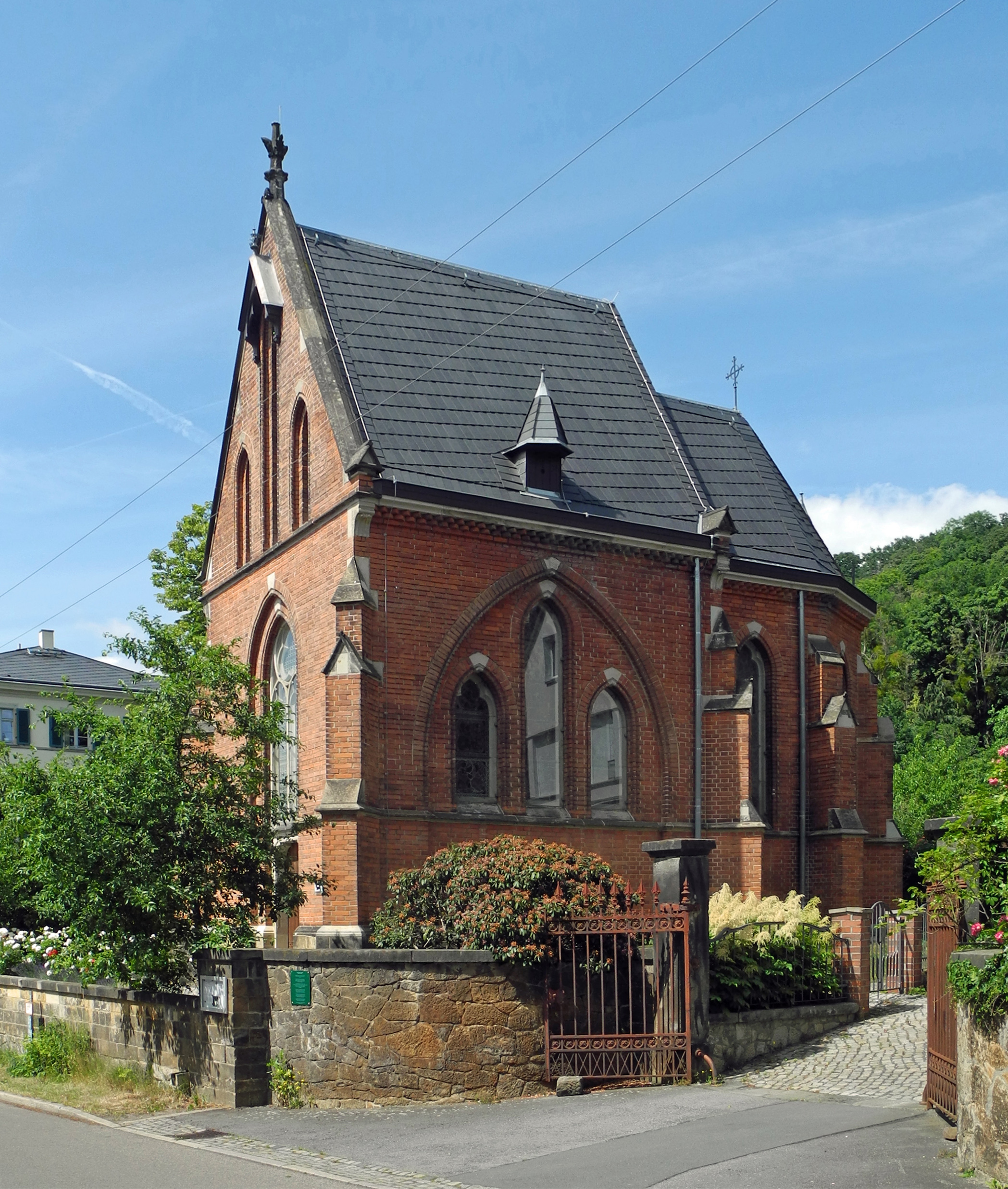
Kapelle Maria am Wege in Dresden-Hosterwitz

Die Kapelle Maria am Wege befindet sich in Dresden im Stadtteil Hosterwitz, Dresdner Straße 149 und steht unter Denkmalschutz (ID-Nr. 09211126).

## Lage
Die Kapelle steht nördlich der Dresdner Straße, unmittelbar neben der ehemaligen  Königlichen Villa in Hosterwitz und war ursprünglich eine Privatkapelle der Wettiner. Jetzt gehört sie zur römisch-katholischen Pfarrei St. Martin Dresden im Dekanat Dresden und trägt das Patrozinium Mariä Himmelfahrt.

## Geschichte
Im Jahr 1877 ließ Georg östlich der Villa die katholische Privatkapelle „Maria am Wege“ im neugotischen Stil errichten, die am 15. August 1878 von Bischof Franz Bernert geweiht wurde. Der Entwurf stammte vom Architekten Joseph Rokita (1811–1887), Ingenieur und Baurat in Innsbruck, der im Jahr 1854/55 bereits die Königskapelle Brennbichl (auch Sachsenkapelle genannt) errichtet hatte. Ursprünglich diente sie nur den Mitgliedern und Bediensteten der königlichen Familie, wurde jedoch ab 1940 von der katholischen St.-Petrus-Canisius-Gemeinde in Pillnitz genutzt. Ab 2011 gehörte sie zur Pfarrei St. Hubertus in Dresden-Weißer Hirsch. Die Kapelle wurde 2013/14 saniert.

## Bau und Ausstattung

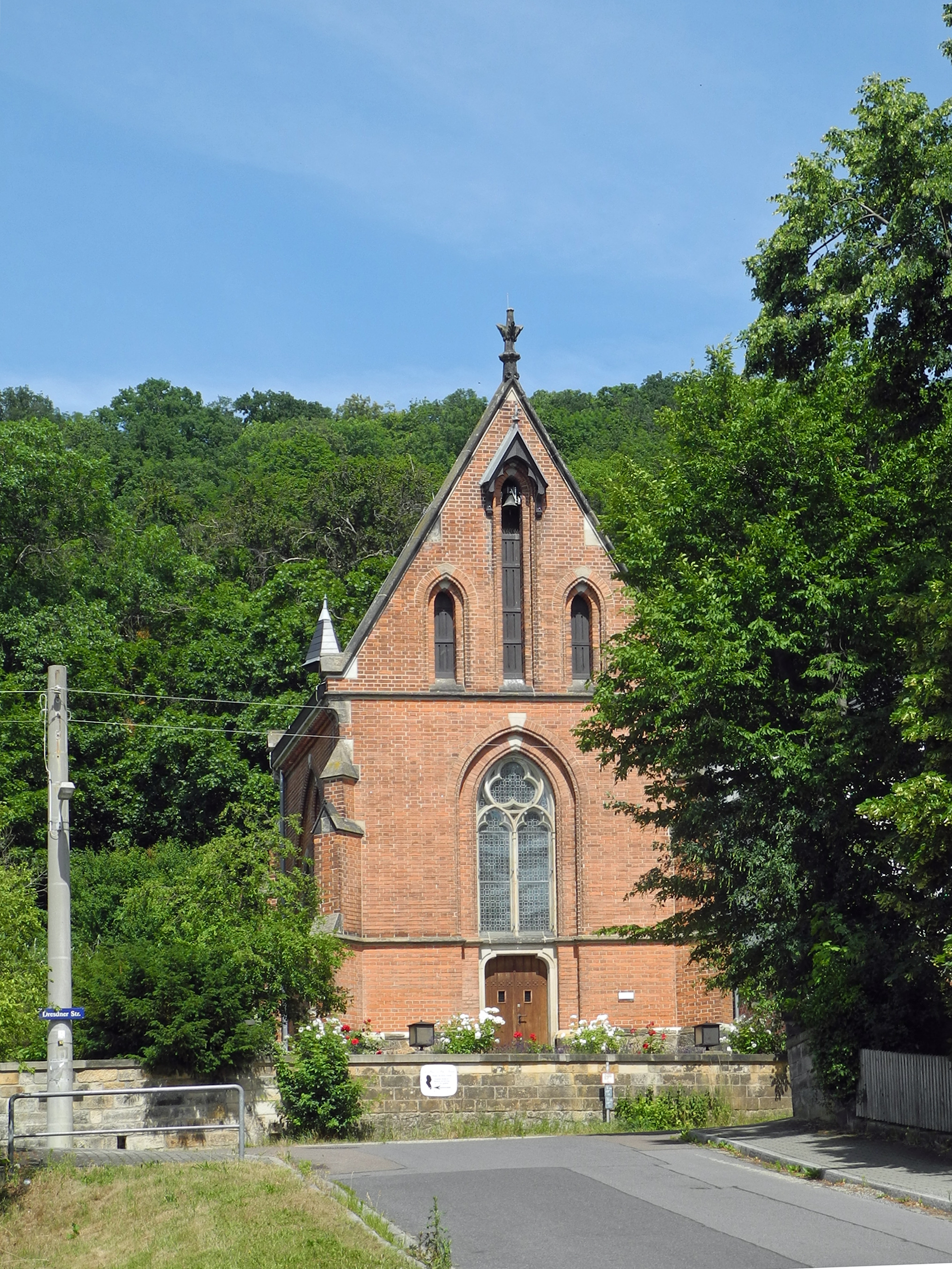
Hauptfassade der Kapelle Maria am Wege

Die Kapelle wurde im neugotischen Stil errichtet und künstlerisch mit Altarbild, Wandmalereien und Glasfenstern ausgestattet. Das Altarbild „Maria mit Jesuskind“ wurde von Anna Maria Freiin von Oer (1846–1929) gemalt. Die Glasmalereien, die Schutzheiligen und Namenspatrone von königlichen Familienmitgliedern darstellen, von der Firma Mayer’sche Hofkunstanstalt München ausgeführt. Weitere Ausstattungsstücke fertigte die Hoftischlerei Udluft & Hartmann und die Kunstgießerei Lauchhammer.
Linkes Glasfenster der Kapelle mit den Darstellungen für die männlichen Personen:
- Hl. Georg (Namenspatron von Prinz Georg, dem sächsischen Wappen und dem Wahlspruch der Wettiner „Providentiae memor“)
- Hl. Friedrich von Lüttich (Namenspatron von Prinz Friedrich August)
- Hl. Maximilian (Namenspatron von Prinz Max)
- Hl. Johann Nepomuk (Namenspatron von Prinz Johann Georg)
- Hl. Albertus Magnus (Namenspatron von Prinz Albert)

Rechtes Glasfenster der Kapelle mit den Darstellungen für die weiblichen Personen:
- Maria Immaculata (Patronin von Maria Anna von Portugal, der Frau von Prinz Georg und dem Wappen der Braganza)
- Hl. Mathilde (Namenspatronin der Prinzessin Mathilde)
- Mariä Verkündigung
- Hl. Josef (Namenspatron der Prinzessin Maria Josepha)
- Krönung Mariens